# Theo Pinson
Theophilus "Theo" Alphonso Pinson (Carolina do Norte, 5 de novembro de 1995) é um jogador norte-americano de basquete profissional que atualmente está sem clube tendo representado por últimono os Dallas Mavericks da National Basketball Association (NBA).
Ele jogou basquete universitário na Universidade da Carolina do Norte, fazendo parte da equipe que foi campeã do Torneio da NCAA de 2017.

## Carreira do ensino médio

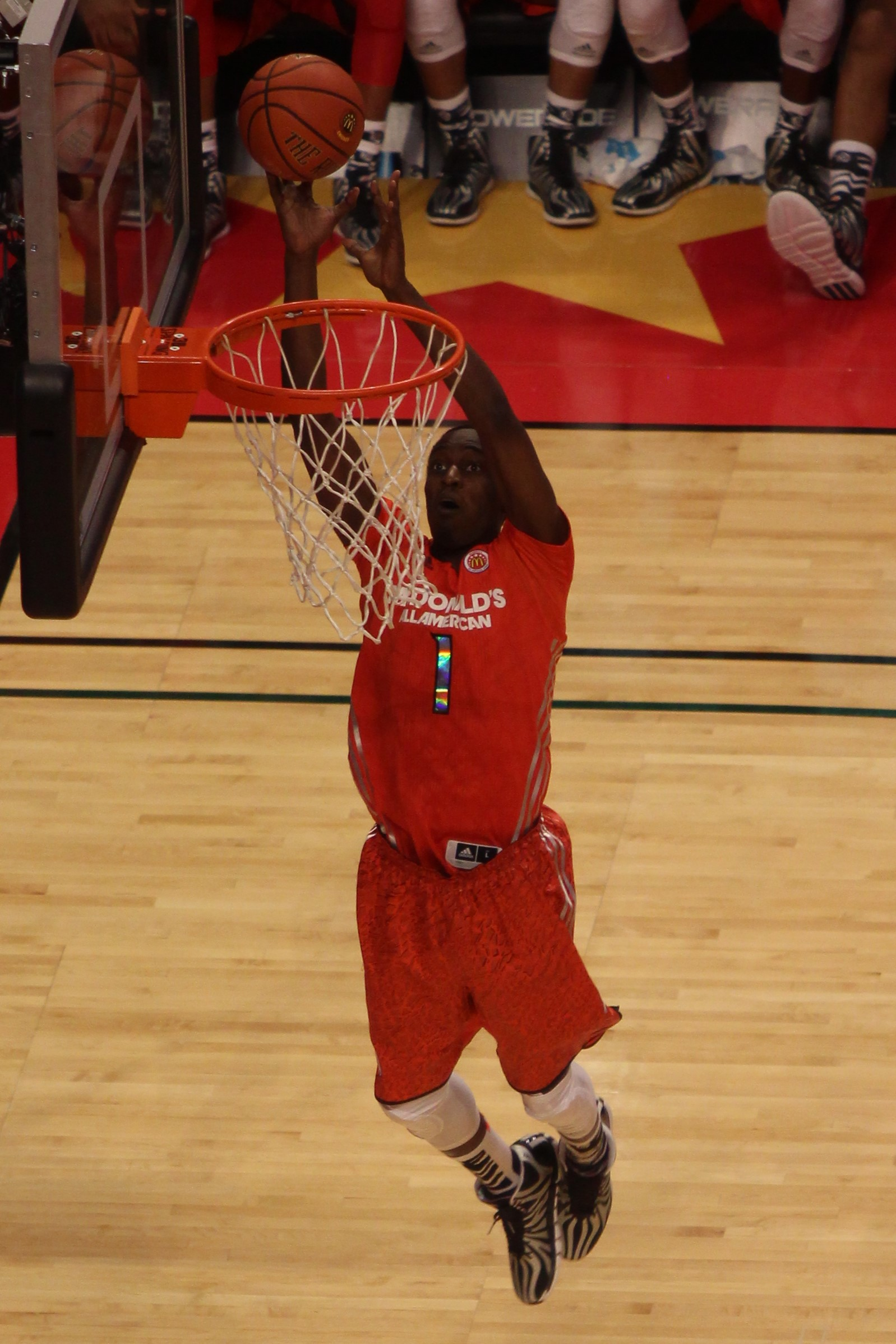
Pinson no McDonald's All-American Game de 2014

Nascido e criado em Greensboro, Carolina do Norte, Pinson jogou basquete no ensino médio em Wesleyan Christian Academy, nas proximidades de High Point. Ele foi nomeado um All-American em seu último ano.
No verão de 2011, Pinson foi chamado para a Seleção Americana Sub-16 para jogar a Copa América da categoria. Eles ganharam a medalha de ouro.

## Carreira universitária
A carreira universitária de Pinson foi marcada por uma lesão no início, quando ele quebrou o quinto metatarso do pé esquerdo e perdeu 14 jogos de sua primeira temporada. Sua segunda temporada foi livre de lesões, embora ele tenha quebrado o mesmo osso (quinto metatarso) em seu pé direito, o que faria com que ele perca os primeiros 16 jogos de sua temporada.
Enquanto na quadra, o passe, a defesa e a liderança de Pinson desempenharam um papel fundamental nas campanhas consecutivas de Final Four do Torneio da NCAA, ele também era reconhecido como um fator positivo no vestiário da equipe, já que ele desenvolveu uma reputação como brincalhão tanto no vestiário quanto na mídia.
Durante o Torneio da NCAA de 2017, Pinson ajudou a equipe a derrotar Kentucky na final regional do Sul fazendo a assistência para a cesta da vitória de Luke Maye. Em seu último ano, ele teve médias de 10,3 pontos, 6,5 rebotes  e 5,1 assistências em 29,7 minutos.

## Carreira profissional

### Brooklyn Nets (2018–2020)

#### Temporada de 2018–19
Depois de não ser selecionado no draft de 2018, Pinson se juntou ao Brooklyn Nets para a Summer League de 2018. Ele teve médias de 11,2 pontos, 4,0 rebotes e 2,2 assistências em cinco jogos.  
Em 6 de agosto de 2018, Pinson assinou um contrato para treinar com os Nets, que foi confirmado como um contrato bidirecional para a temporada de 2018-19. Sob os termos do acordo, ele dividiu o seu tempo entre os Nets e seu afiliado da G-League, Long Island Nets.
Em 20 de outubro de 2018, Pinson fez sua estreia na NBA em uma derrota por 132-112 para o Indiana Pacers. Ele registrou dois pontos, um rebote e duas assistências em seis minutos e meio de jogo.
Em 10 de abril de 2019, os Nets converteram o contrato de Pinson para um contrato completo da NBA.
Em 15 de abril, Pinson fez sua estreia na pós-temporada marcando 9 pontos.

#### Temporada 2019–20
Em dezembro de 2019, Pinson começou a ter mais minutos nos Nets devido a uma lesão no tendão de Aquiles de David Nwaba. Em 4 de fevereiro de 2020, ele  registrou 32 pontos, nove rebotes, três assistências e dois roubos de bola na derrota do Long Island Nets contra o Wisconsin Herd por 117-110 na G-League.
Em 23 de junho, Pinson foi dispensado pelos Nets.

### New York Knicks (2020–2021)
Em 26 de junho de 2020, três dias depois de deixar o Brooklyn Nets, Pinson foi contratado pelo New York Knicks.
Em 19 de novembro de 2020, os Knicks anunciaram que Pinson se tornou um agente livre. Em 29 de novembro, os Knicks assinaram novamente com Pinson em um contrato bi-lateral com o Westchester Knicks.

### Boston Celtics (2021–Presente)
Em 28 de setembro de 2021, Pinson assinou com o Boston Celtics.

## Estatísticas

### NBA

#### Temporada regular
| Ano      | Equipe   | PJ | PT | MPJ  | AP   | 3P   | LL   | RT  | AS  | BR | TO | PPJ |
| -------- | -------- | -- | -- | ---- | ---- | ---- | ---- | --- | --- | -- | -- | --- |
| 2018–19  | Brooklyn | 18 | 0  | 11.7 | .342 | .261 | .864 | 2.0 | 1.2 | .3 | .0 | 4.5 |
| 2019–20  | Brooklyn | 33 | 0  | 11.1 | .290 | .188 | .938 | 1.6 | 1.7 | .5 | .1 | 3.6 |
| 2020–21  | New York | 17 | 0  | 2.0  | .111 | .000 | .000 | .3  | .1  | .0 | .0 | .1  |
| Carreira | Carreira | 68 | 0  | 8.2  | .247 | .149 | .600 | 1.3 | 1.0 | .2 | .0 | 2.7 |

#### Playoffs
| Ano  | Equipe   | PJ | PT | MPJ | AP   | 3P   | LL | RT  | AS  | BR | TO | PPJ |
| ---- | -------- | -- | -- | --- | ---- | ---- | -- | --- | --- | -- | -- | --- |
| 2019 | Brooklyn | 3  | 0  | 7.3 | .375 | .429 | —  | 1.0 | 1.0 | .7 | .0 | 3.0 |

### G-League
| Ano      | Equipe           | PJ | PT | MPJ  | AP   | 3P   | LL   | RT  | AS  | BR  | TO | PPJ  |
| -------- | ---------------- | -- | -- | ---- | ---- | ---- | ---- | --- | --- | --- | -- | ---- |
| 2018–19  | Long Island Nets | 34 | 34 | 35.6 | .446 | .385 | .844 | 6.0 | 6.1 | 1.0 | .7 | 20.7 |
| 2019–20  | Long Island Nets | 9  | 9  | 32.0 | .426 | .377 | .722 | 6.8 | 5.0 | 1.1 | .7 | 15.3 |
| Carreira | Carreira         | 43 | 43 | 33.8 | .436 | .381 | .782 | 6.4 | 5.5 | 1.0 | .7 | 18.0 |

### Universitário
| Ano      | Equipe         | PJ  | PT | MPJ  | AP   | 3P   | LL   | RT  | AS  | BR  | TO | PPJ  |
| -------- | -------------- | --- | -- | ---- | ---- | ---- | ---- | --- | --- | --- | -- | ---- |
| 2014–15  | North Carolina | 24  | 1  | 12.5 | .368 | .269 | .611 | 3.0 | 1.5 | .6  | .2 | 2.8  |
| 2015–16  | North Carolina | 40  | 7  | 18.7 | .420 | .290 | .636 | 3.2 | 2.9 | .6  | .3 | 4.8  |
| 2016–17  | North Carolina | 21  | 13 | 23.8 | .381 | .237 | .702 | 4.6 | 3.7 | .9  | .2 | 6.1  |
| 2017–18  | North Carolina | 37  | 37 | 29.7 | .473 | .226 | .818 | 6.5 | 5.1 | 1.1 | .5 | 10.3 |
| Carreira | Carreira       | 122 | 58 | 21.1 | .410 | .255 | .691 | 4.3 | 3.3 | .8  | .3 | 6.0  |

Fonte: